# Луо, Нканду
Нканду Фоэбе Луо (англ. Nkandu Phoebe Luo; род. 21 декабря 1951 года) — замбийский врач и политический деятель, в настоящее время министр высшего образования Замбии. По образованию она микробиолог, ранее занимала должность начальника отдела патологии и микробиологии в университетской больнице в Лусаке и провела обширные исследования ВИЧ и СПИДа.

## Биография

### Ранняя жизнь и образование
Луо родилась в больнице Миссии Лубва в Чинсали 21 декабря 1951 года. Её родители были учителями, а Луо была одной из восьми выживших детей. Она посещала среднюю женскую школу Рома и школу при Доминиканском монастыре. В 1977 году защитила дипломную работу на кафедре микробиологии Биологического факультета МГУ, а затем получила степени магистра и доктора философии (PhD) по иммунологии в Университете Брунея.

### Карьера
Луо работала в госпитале Святой Марии в Лондоне. В 1993 году она стала профессором по микробиологии и иммунологии в Замбийском университете и работала главой отделения патологии и микробиологии в университетской больнице в Лусаке, Замбия. Она опубликовала большое число научных статей по ВИЧ и СПИДу.
В 1996 году Луо была избрана в парламент от избирательного округа Мандеву, представляя Движение за многопартийную демократию. В 1997 году Нканду Ло стала первой женщиной в Замбии, которая стала профессором, профессором микробиологии. Она занимала должность заместителя министра здравоохранения с 1997 по 1999 год и министра здравоохранения в 1999 году, однако она столкнулась как с донорами, так и с работниками здравоохранения и была вынуждена покинуть министерский пост в декабре 1999 года, когда её заменил Дэвид Мпамба. С 1999 по 2001 год она была министром транспорта и связи, пока не потеряла этот пост в результате выборов 2001 года.
Луо создала сеть из тридцати национальных групп по пропаганде методов предотвращения СПИДа и основала некоммерческую организацию Tasintha, которая стремиться победить в Замбии проституцию и остановить распространение ВИЧ и СПИДа. Она учредила Национальную программу борьбы со СПИДом, Национальную службу переливания крови и профилактику передачи ВИЧ/СПИДа от матери к ребенку.
Луо была избрана в качестве представителя Патриотического фронта в избирательном округе Мунали в 2011 году. Она была назначена министром местного самоуправления и жилищного строительства президентом Майклом Сатой, на этом посту она работала с 2011 по 2014 год. Затем её назначили министром вождей и традиционных отношений. После смерти Саты 28 октября 2014 года она сохранила должность министра вождей и традиционных отношений в Кабинете его действующего преемника Гая Скотта и в кабинете Эдгара Лунгу, который стал президентом 25 января 2015 года. В феврале 2015 года Луо была приведена к присяге в качестве министра по гендерным вопросам в правительстве Эдгара Лунгу. В марте 2016 года Луо была принята в качестве президента женского парламентского собрания на 134-й конференции Межпарламентского союза в Лусаке. В сентябре 2016 года она стала министром высшего образования Замбии.

## Семья
Нканду Луо разошлась от своим ныне покойным мужем урологом Фрэнсисом Мандой в 1998 году. Френсис Манда высказывал мнение, что их развод был связан с политическими расхождениями в отношении к правительству Чилубы, по мнению Нканду Луо причина была в том, что мужчине сложно состоять в браке с женщиной, сделавшей успешную административную карьеру.

## Избранные публикации
- Elliott Alison M., Luo Nkandu et al. Elliott, Alison M; Luo, Nkandu; et al. Impact of HIV on tuberculosis in Zambia: a cross sectional study (англ.) // BMJ : journal. — 1990. — Vol. 301. — P. 412—415.
- Conlon Christopher P., Luo Nkandu et al. (Conlon, Christopher P.; Luo, Nkandu; et al. HIV-related enteropathy in Zambia: a clinical, microbiological, and histological study (англ.) // The American Journal of Tropical Medicine and Hygiene[англ.] : journal. — 1990. — Vol. 42. — P. 83—88.
- Luo, Nkandu. Socio-culture and Economic Dimensions of HIV/AIDS in Zambia (англ.) // Positive Living Network : journal. — Lusaka, 1993.
- Elliott Alison M., Luo Nkandu et al. Elliott, Alison M.; Luo, Nkandu; et al. The impact of human immunodeficiency virus on mortality of patients treated for tuberculosis in a cohort study in Zambia (англ.) // :en:Transactions of the Royal Society of Tropical Medicine and Hygiene|Transactions of the Royal Society of Tropical Medicine and Hygiene : journal. — 1995. — Vol. 89. — P. 78—82.
- Peeters Martine, Luo Nkandu et al. Peeters, Martine; Luo, Nkandu; et al. Geographical distribution of HIV‐1 group O viruses in Africa (англ.) // :en:AIDS (journal)|Aids : journal. — 1997. — Vol. 11. — P. 493—498.
- Topp S.M., Moonga C.N., Mudenda C., Luo N., Kaingu M., Chileshe C., Magwende G., Heymann J. S., Henostroza G. Health and healthcare access among Zambia’s female prisoners: a health systems analysis, in: International journal for equity in health, 26. September 2016, 15 Nr. 1: 157.